# جان انجلوا
جان انجلوا هو سياسي كندي، ولد في 16 فبراير 1824 في كندا، وتوفي في 8 مارس 1886 في مدينة كيبك في كندا. انتخب عضو مجلس العموم الكندي.